# البدائع (ضرما)
مركز البدائع هو مركزٌ إداري تابعٌ لمحافظة ضرما في منطقة الرياض ، وتصنف من فئة (ب) ورمزها 1382.